# Chorthippus cazurroi
Chorthippus cazurroi is een rechtvleugelig insect uit de familie veldsprinkhanen (Acrididae). De wetenschappelijke naam van deze soort is voor het eerst geldig gepubliceerd in 1898 door Bolívar.
1. ↑  (en) Chorthippus cazurroi op de IUCN Red List of Threatened Species.